# Brygada Kawalerii „Kraków”
Samodzielna Brygada Kawalerii „Kraków” (SBK „Kraków”) – wielka jednostka kawalerii Wojska Polskiego II RP.
W pierwszej połowie lat 30. XX wieku 5 Samodzielna Brygada Kawalerii przemianowana została na Samodzielną Brygadę Kawalerii „Kraków”. Dowództwo brygady stacjonowało w garnizonie Kraków.
1 kwietnia 1937 roku SBK „Kraków” przemianowana została na Krakowską Brygadę Kawalerii.

## Dowódcy
- gen. bryg. Konstanty Plisowski
- p.o. płk Stefan Dembiński
- gen. bryg. Zygmunt Piasecki

## Skład
- 3 pułk Ułanów Śląskich
- 8 pułk ułanów księcia Józefa Poniatowskiego
- 5 dywizjon artylerii konnej
- szwadron pionierów Kraków
- 5 szwadron samochodów pancernych[1]